# Paris polyandra
Paris polyandra là một loài thực vật có hoa trong họ Melanthiaceae. Loài này được S.F.Wang miêu tả khoa học đầu tiên năm 1985.